# Grünwald Géza (matematikus)
Grünwald Géza (Budapest, 1910. október 18. – ?, 1942. szeptember 7.) magyar matematikus.

## Élete
Grünwald Ármin (1881–1943) szobafestő és Sommer Katalin gyermeke, egy testvére volt, Gyula. Édesapja, bár szerény keresete volt, mindent megtett fiai taníttatásáért. Grünwald Géza Erdős Pállal járt egy gimnáziumba, ahol hamar barátságot kötöttek, Erdős édesapja felfigyelt tehetségére, és anyagilag támogatta, így mikor 1927-ben a leendő matematikus tüdőbajt kapott, tüdőbeteg szanatóriumba utalta. Betegsége miatt csak 1929-ben tett érettségi vizsgát, elégséges eredményt ért el. Egyetemre nem vették fel, így kezdetben Olaszországban végezte felsőfokú tanulmányait. Erdős Lajos megismertette Haar Alfréddal, akinek köszönhetően felvételt nyert a szegedi egyetemre, ahol az egyetem több pályadíját is elnyerte. 1935-ben ledoktorált, a következő évben megkapta középiskolai tanári diplomáját, 1937-ben az Egyesült Izzó alkalmazottja lett kutató matematikusként. 1938. május 22-én Budapesten, az Erzsébetvárosban házasságot kötött Szilágyi Annával, Szilágyi Adolf és Kálmán Ilona gyermekével. Egy állítólagos győri szabotázs miatt – sorstársával Kossa Istvánnal – büntetőszázadba sorozták, ahol meghalt.
Tudományos munkássága főleg az interpoláció területén volt jelentős.

## Emlékezete
A Bolyai János Matematikai Társulat 1951-ben létrehozta a Grünwald Géza-emlékdíjat. Ezt évente osztják ki pályakezdő matematikusoknak.

## Művei
- Über Divergenzerscheinungen der Lagrangeschen Interpolationspolynome stetiger Funktionen (Annals of Mathem. 1936);
- Über einem Faberschen Satz (Erdős Pállal, Annals of Mathem. 1938);
- Note on an elementary problem of interpolation (Erdős Pállal; Bull. of Amer. Mathem. Soc. 1938);
- A Hermite féle interpolációról (Mathem. és Fiz. L. 1941);
- Az interpoláció alapfüggvényeiről (Mathem. és Fiz. L. 1942);
- On the theory of interpolation (Acta Mathem, 1943).